# Reticolo ottico
Un reticolo ottico è formato dall'interferenza di impulsi laser, creando un pattern di polarizzazione spazialmente periodico. Il potenziale periodico risultante intrappolerebbe atomi neutri con l'effetto Stark-Lo Surdo. Gli atomi sono raffreddati e aggregati nel luogo di minimo potenziale. La disposizione risultante di atomi intrappolati assomiglia a un reticolo cristallino.